# Рон Стеніфорт
Рональд Стеніфорт (англ. Ronald Staniforth, 13 квітня 1924, Манчестер — 5 жовтня 1988, Барроу-ін-Фернес) — англійський футболіст, що грав на позиції захисника, зокрема, за клуби «Стокпорт Каунті», «Гаддерсфілд Таун» та «Шеффілд Венсдей», а також національну збірну Англії. По завершенні ігрової кар'єри — тренер.

## Клубна кар'єра
У футболі дебютував 1946 року виступами за команду «Стокпорт Каунті», в якій провів шість сезонів, взявши участь у 223 матчах чемпіонату. Більшість часу, проведеного у складі «Стокпорт Каунті», був основним гравцем захисту команди.
Своєю грою за цю команду привернув увагу представників тренерського штабу клубу «Гаддерсфілд Таун», до складу якого приєднався 1952 року. Відіграв за команду з Гаддерсфілда наступні три сезони своєї ігрової кар'єри. Граючи у складі «Гаддерсфілд Тауна» також здебільшого виходив на поле в основному складі команди.
1955 року уклав контракт з клубом «Шеффілд Венсдей», у складі якого провів наступні чотири роки своєї кар'єри гравця.  Тренерським штабом нового клубу також розглядався як гравець «основи».
Завершив професійну ігрову кар'єру у клубі «Барроу», за команду якого виступав протягом 1959—1961 років.

## Виступи за збірну
1954 року дебютував в офіційних матчах у складі національної збірної Англії. Протягом кар'єри у національній команді провів у її формі 8 матчів.
У складі збірної був учасником чемпіонату світу 1954 року у Швейцарії, де зіграв з Бельгією (4-4), господарями (2-0) і Уругваєм (2-4).

## Кар'єра тренера
Розпочав тренерську кар'єру, ще продовжуючи грати на полі, 1959 року, очоливши тренерський штаб клубу «Барроу». Досвід тренерської роботи обмежився цим клубом.
Помер 1 січня 1988 року на 64-му році життя у місті Барроу-ін-Фернес.